# 鈴木車系列表
這是一份日本鈴木公司所製造的汽車全車系列表。
1980年代初期該公司與美國汽車巨擘通用汽車展開合作關係，彼此OEM代工供應某些車款給對方；同樣隸屬通用汽車集團的速霸陸汽車也曾依循相同模式短暫合作過。2002年日產汽車的美國田納西工廠曾換牌供應給鈴木公司，2005年與義大利飛雅特汽車合作開發鈴木SX4，並由義大利設計-喬治亞羅公司負責設計，故與飛雅特Sedici同為兄弟車。

## 目前產品陣容
- 1961年迄今：鈴木Carry
- 1970年迄今：鈴木Jimny
- 1979年迄今：鈴木Alto
- 1988年迄今：鈴木Every
- 1988年迄今：鈴木Escudo/Vitara
- 1989年迄今：鈴木Mehran - 外銷市場為主。
- 1995年迄今：鈴木Wagon R
- 1997年迄今：鈴木Solio - 外銷市場為主。
- 1995年迄今：鈴木Baleno
- 2000年迄今：鈴木Swift
- 2000年迄今：鈴木Ignis
- 2002年迄今：鈴木Alto Lapin
- 2004年迄今：鈴木APV - 外銷市場為主。
- 2006年迄今：鈴木SX4
- 2007年迄今：鈴木Landy
- 2008年迄今：鈴木Celerio - 外銷市場為主。
- 2012年迄今：鈴木Ertiga - 外銷市場為主。
- 2013年迄今：鈴木Spacia
- 2014年迄今：鈴木Hustler
- 2014年迄今：鈴木Alivio - 外銷市場為主。

## 歷年產品
- 1977年至2009年：鈴木Cervo
- 1983年至2003年：鈴木Cultus
- 1991年至1998年：鈴木Cappuccino - 「平成ABCトリオ」的其中一員
- 1993年至1995年：鈴木Cara - 雙生車馬自達Autozam AZ-1則為「平成ABCトリオ」的其中一員
- 1995年至1997年：鈴木X-90
- 1995年至2007年：鈴木Esteem
- 1998年至2006年：鈴木Grand Escudo/Vitara
- 1998年至2009年：鈴木XL7 - 北美/智利
- 1998年至2009年：鈴木Kei
- 1999年至2005年：鈴木Every Landy - 中國以昌河鈴木浪迪 自2007年販售至今
- 2001年至2007年：鈴木Liana
- 2001年至2016年：鈴木MR Wagon
- 2002年至2006年：鈴木Verona - 韓國GM大宇（通用韓國公司（英语：GM Korea）前身）代工製造，原型車為大宇Magnus。
- 2003年至2005年：鈴木Twin - 第一台油電輕型車
- 2004年至2008年：鈴木Forenza/Reno - 韓國GM大宇代工製造，原型車為大宇Lacetti。
- 2008年至2013年：鈴木Palette
- 2008年至2014年：鈴木Splash
- 2009年至2012年：鈴木Equator - 日產汽車代工製造，原型車為日產Frontier。
- 2009年至2014年：鈴木Kizashi

## 概念車
鈴木汽車歷年發表過的概念車計有下列：
- 2007年：鈴木X-Head
- 2007年：鈴木Pixy
- 2007年：鈴木Sharing Coach
- 2007年：鈴木Kizashi、Kizashi 2
- 2008年：鈴木Kizashi 3

## 內部連結
- 鈴木公司
- 鈴木引擎列表
- 鈴木摩托車車系列表（英语：List of Suzuki motorcycles）

## 外部連結
- （日語）日本官方網站 （页面存档备份，存于）